# 이화성
이화성(李和星, 영어: Astro Li 아스트로 리[*], 인도네시아어: Astro Alfa Liecharlie 아스뜨로 알파 리차를리[*])은 인도네시아의 관료이다. 2025년에 인도네시아 외교부에서 인도네시아 대사관 관료로 선발되었다. 그는 광동인, 객가인, 조주인 선조 있는 인도네시아 화교이다.